# صلح بوسا

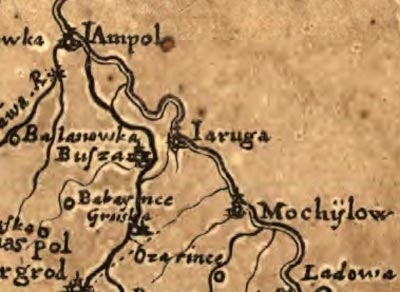
بوسا على خريطة بوبلان عام 1648. علما بأن الجنوب لأعلى على هذه الخريطة.

صلح بوسا المعروف أيضاً باسم معاهدة ياروجا تم التفاوض عليه من قبل ستانيسلاف زولكيفسكي من الكومنولث البولندي الليتواني واسكندر باشا من الإمبراطورية العثمانية في بوسا بالقرب من نهري ياروغا ودنيستر في 23 سبتمبر 1617. ألتقت الجيوش البولندية والعثمانية لكنهما قررا التفاوض بدلاً من القتال. في هذه المعاهدة وافق الكومنولث البولندي الليتواني على التخلي عن خوتين إلى العثمانيين وقف التدخل في مولدافيا.
ذكرت هذه المعاهدة أن بولندا لن تتدخل في الشؤون الداخلية العثمانية في ترانسيلفانيا ومولدافيا والأفلاق ومنع القوزاق من الإغارة على أراضي الدولة العثمانية والتنازل عن خوتين. في المقابل وعدت الدولة العثمانية بوقف غارات التتار. كان  للإمبراطورية العثمانية أيضاً الحق في التدخل في ترانسيلفانيا ، مولدافيا والأفلاق وتحديد حكام تلك المنطقة.
تم انتهاك المعاهدة فيما بعد من قبل كلا الجانبين فتواصلت غارات فالقوزاق والتتار الحدودية، الأمر الذي سيؤدي إلى حرب جديدة، ولكن وضع صلح بوسا سيتم تأكيده في أعقاب الحرب العثمانية البولندية (1620–1621) بمعاهدة خوتين.